# Lübecker Brandanschlag

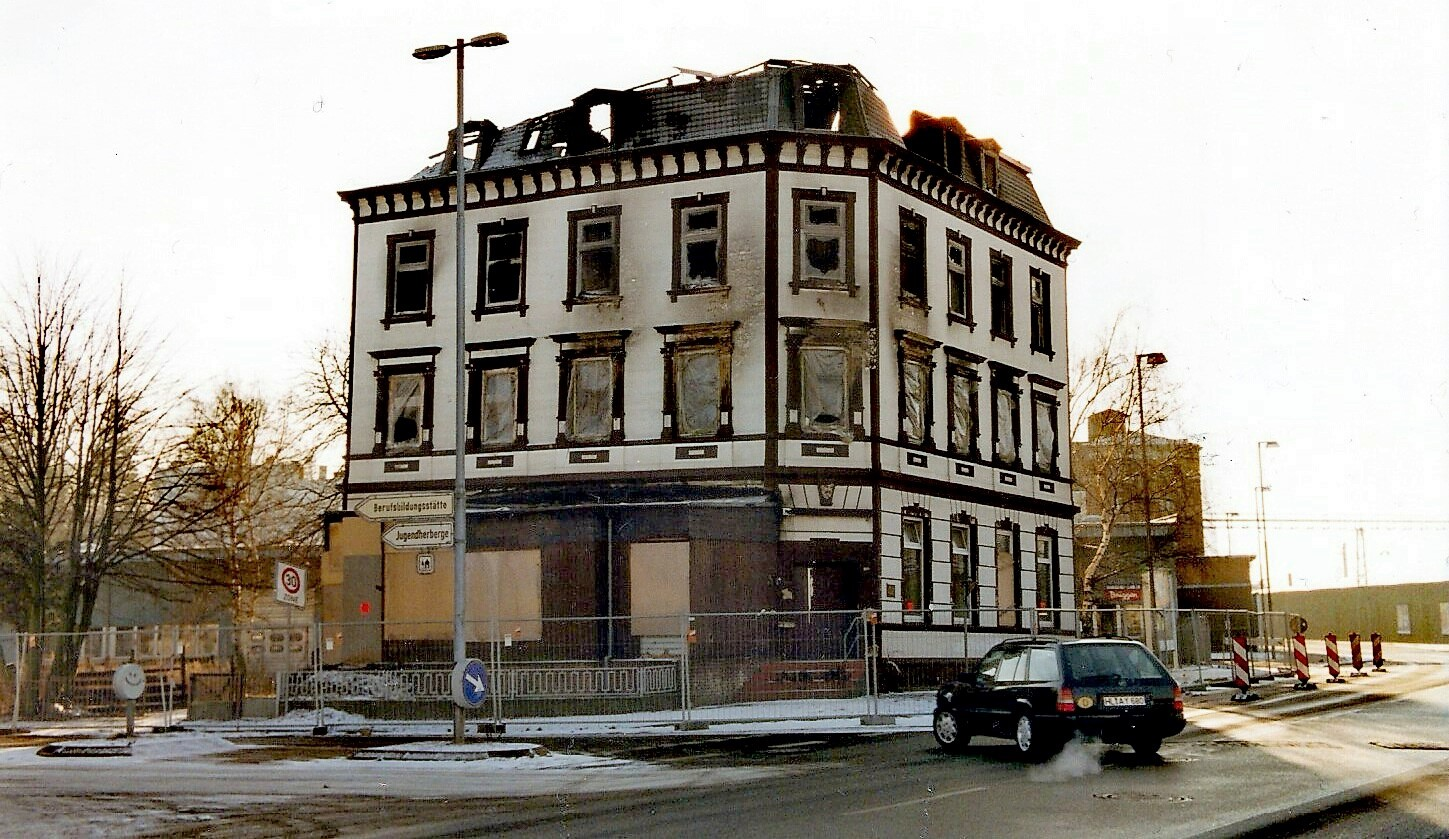
Das Haus nach dem Anschlag

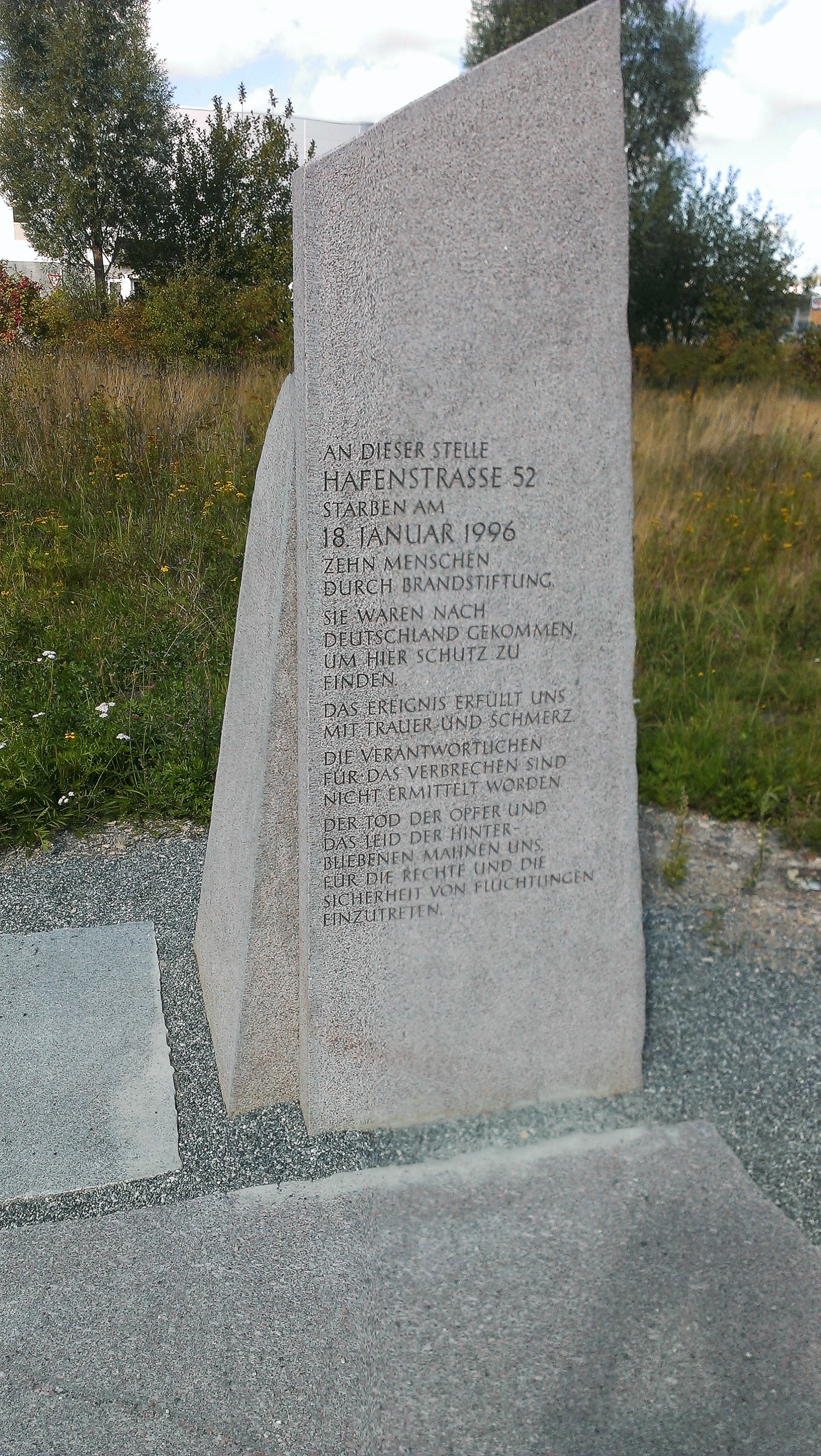
Gedenkstein

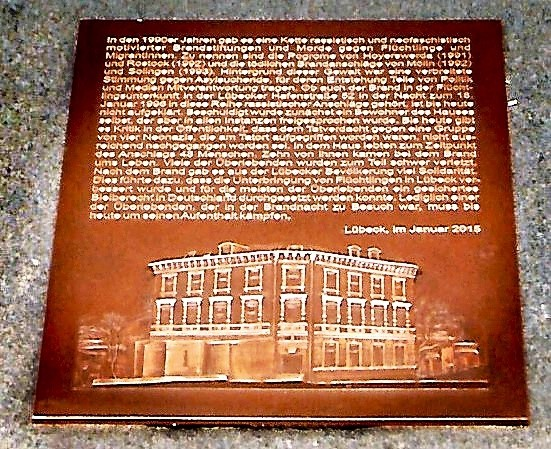
Erweiterung aus dem Jahre 2015

Beim Lübecker Brandanschlag auf ein Haus für Asylbewerber in der Lübecker Hafenstraße starben in der Nacht zum 18. Januar 1996 zehn Menschen (drei Erwachsene und sieben Kinder und Jugendliche). Sie stammten aus Zaire, Angola, Togo und dem Libanon, die jüngsten waren in Deutschland geboren. 38 weitere Hausbewohner wurden verletzt. Das Verbrechen wurde nicht aufgeklärt, die Ermittlungen stehen unter starker öffentlicher Kritik.

## Verlauf
Das freistehende Haus in der Hafenstraße 52 war ein 1893/94 erbautes ehemaliges Seemannsheim, das 1985 durch das Diakonische Werk in eine Asylbewerberunterkunft umgebaut wurde. Es lag nördlich der Lübecker Innenstadt zwischen Trave und Jerusalemsberg, das Grundstück grenzte an drei Straßen. Die breite Vorderfront des Hauses lag westlich zur Hafenstraße, zur Konstinstraße Richtung Norden war ein breiter Holzvorbau mit einer Eingangstür angelegt, zur Gertrudenstraße im Osten befand sich ein Hof, an dem sich der Eschenburgpark anschloss. Südlich grenzte das Grundstück an das der Cerealienfabrik H. & J. Brüggen. Im Erdgeschoss des Hauses befanden sich Büro- und Gemeinschaftsräume sowie die Wohnung einer Familie. Die beiden Obergeschosse sowie das Dachgeschoss waren mit Wohnungen und Schlafräumen belegt. In der Tatnacht hielten sich 48 Menschen im Haus auf.
Der Brand brach in der Nacht zum 18. Januar 1996 zwischen 3:00 und 3:40 Uhr aus und wurde um 3:41 Uhr bei der Polizei von der Bewohnerin Françoise Makudila gemeldet, die noch während des Telefonats starb. Ein weiterer Notruf ging um 3:42 Uhr ein und wurde von einem Bewohner getätigt, der unverletzt aus dem ersten Stock springen und zur Telefonzelle rennen konnte. Der erste Löschzug traf sechs Minuten später ein, die Feuerwehr stellte von außen starke Brandherde an verschiedenen Stellen des Gebäudes fest. Versuche durch den Vorbau oder den Eingang hineinzugelangen scheiterten. Die meisten Bewohner der unteren Stockwerke konnten sich durch Sprünge aus dem Fenster retten, teilweise in die ausgelegten Sprungkissen, viele von ihnen verletzten sich dabei schwer. Die Menschen, die im Obergeschoss geschlafen hatten, kletterten auf das Dach, dabei stürzten Monica (Maiamba) Bunga und ihre siebenjährige Tochter Suzanna (Nsuzana) ab. Frau Bunga war sofort tot, das Kind starb einige Stunden später im Krankenhaus. Die anderen konnten mit einer auf mehr als zehn Meter gesteckten Freileiter vom Sims heruntergeholt werden. Während der Rettungsmaßnahmen durch die Feuerwehr verunfallte die eingesetzte Reserve-Drehleiter der Berufsfeuerwehr Lübeck, deren voll ausgefahrener Leiterpark notgedrungen ohne Sicherung gegen Zurücklaufen auf einem Dachvorsprung abgelegt worden war. Zwei Feuerwehrbeamte und ein von ihnen geretteter Junge, die sich zu diesem Zeitpunkt auf der Leiter befanden, blieben körperlich unverletzt, als die Leiter beim Hinabsteigen zu Boden kippte. An der Drehleiter entstand ein Totalschaden.
In ihrer Wohnung im zweiten Stock verbrannten neben der 29-jährigen Françoise Makudila ihre fünf Kinder Christine, Miya, Christelle, Legrand und Jean-Daniel Makudila. In einer anderen Wohnung, ebenfalls im zweiten Stock, erstickte der siebzehnjährige Rabia El Omari. Er hatte noch seine Familie geweckt, sich selber aber nicht mehr retten können. Nach dem Löschen des Brands fand man in dem Vorbau die stark verbrannte Leiche des 27-jährigen Sylvio Amoussou.

## Ermittlungen und Verfahren
Am Morgen nach der Brandnacht wurden im 35 Kilometer entfernt liegenden Grevesmühlen drei junge Männer, denen ein rechtsextremer Hintergrund nachgesagt wird, festgenommen. Nach Zeugenaussagen waren sie bereits vor dem Eintreffen der Feuerwehr am Brandort zugegen. Da sie auffällig waren, nahm die Polizei um 3:55 Uhr ihre Personalien auf. Am Abend des 18. Januars 1996 inhaftierte man noch einen vierten Verdächtigen, der mit den Beschuldigten ebenfalls in der Nacht zuvor in Lübeck war. An diesem und an zwei der morgens Festgenommenen stellte ein Gerichtsmediziner am späten Abend Brandspuren an Gesichtern, Haaren, Wimpern und Augenbrauen fest, die nicht älter als 24 Stunden sein konnten. Nachdem in einem ersten Brandgutachten angegeben worden war, dass das Feuer im ersten Stock ausgebrochen und nicht von außen gelegt worden sei, zudem die Männer um 3:19 Uhr an einer Tankstelle bemerkt worden seien und somit ein Alibi zur Tatzeit hätten, kam es am darauf folgenden Tag zur Freilassung der Verdächtigen.
Am 20. Januar 1996 nahm man einen zwanzigjährigen, aus dem Libanon stammenden Bewohner des Hauses fest. Er wurde durch die Aussage eines Rettungssanitäters belastet, der angab, der neuerliche Beschuldigte habe ihm gegenüber die Tat gestanden. Allerdings blieben in teils längeren Befragungen seine Zeugenaussagen hierzu nicht frei von Widersprüchen. Auch ergaben weitere Brandgutachten, unter anderem das des ehemaligen Frankfurter Feuerwehrchefs Ernst Achilles, dass eine Brandentstehung im Vorbau des Erdgeschosses nicht auszuschließen sei, zudem habe sehr wohl die Möglichkeit bestanden, dass ein oder mehrere Täter von außen hätten eindringen können.
Der Libanese wurde am 2. Juli 1996 aus der Haft entlassen, da weder ein hinreichender Tatverdacht noch ein plausibles Motiv aufgezeigt werden konnten. Dennoch eröffnete die Jugendkammer des Lübecker Landgerichts am 16. September 1996 den Prozess und führte ihn mit etwa 40 Verhandlungstagen bis zum 30. Juni 1997. Er endete mit einem Freispruch, den die Staatsanwaltschaft selbst gefordert hatte. Auch das im Jahr 1999 vor dem Landgericht in Kiel auf Antrag der Nebenklage geführte Revisionsverfahren endete mit einem Freispruch; die als Beweismittel eingeführten Abhörprotokolle aus der Haftzeit des Beklagten erwiesen sich als ent- und nicht als belastend.
Die am 14. August 1996 eingestellten Ermittlungen gegen die Männer aus Grevesmühlen wurden nicht wieder aufgenommen. Nach Aussagen der Staatsanwaltschaft gäbe es auch in diese Richtung keinen hinreichenden Tatverdacht. Auch die mehrfachen Geständnisse der Tat und deren Widerruf von einem dieser Männer in den folgenden Jahren ließen die Behörden nicht erneut tätig werden.

## Vorwürfe gegen die Ermittlungsbehörden
Gegen die eingesetzte Ermittlungskommission der Lübecker Kriminalpolizei und die Staatsanwaltschaft wurden im Verlauf ihrer Arbeit sowohl von den Medien, der Öffentlichkeit wie den Anwältinnen des beschuldigten Hausbewohners schwere Vorwürfe erhoben. Auf der einen Seite seien belastende Spuren in Richtung der Männer aus Grevesmühlen nicht weiter verfolgt, hingegen seien die Ungereimtheiten im Verdacht gegen den Libanesen mit „Phantasie aufgefüllt“ worden. Ein weiterer Kritikpunkt war, den Prozess trotz der dürftigen Beweislage überhaupt eröffnet zu haben.

### Umgang mit dem Verdacht gegen die Jugendlichen
Tatsächlich gab es eine Reihe von Ungereimtheiten und Widersprüchen, die nie geklärt wurden. So wurde den die Freilassung der Grevesmühlener Jugendlichen entscheidenden Staatsanwälten die in der Nacht zuvor festgestellten Sengspuren an den Gesichtern der Beschuldigten nicht mitgeteilt. Eine Bekanntgabe erfolgte erst Wochen später. Die Haarproben selbst sind innerhalb der Behörden im Laufe der Ermittlungen verschwunden und konnten nicht mehr als Beweismittel verwendet werden.
Das Alibi der Jugendlichen basierte auf den Angaben, dass diese sich am 18. Januar 1996 um 3:19 Uhr an einer fünfzehn Kilometer weit entfernten Tankstelle aufgehalten hätten und der Brand um 3:15 Uhr gelegt worden sei. Der Brandbeginn konnte zeitlich allerdings nie genau eingegrenzt werden und die betreffende Tankstelle am Padelügger Weg in Lübeck war real knapp sechs Kilometer vom Brandort entfernt, der somit in einer durchschnittlichen Fahrzeit von etwa zwölf Minuten erreichbar war.
Die Verdächtigen hatten während der Verhöre angegeben, dass sie in der Nacht mit einem Wartburg aus Grevesmühlen nach Lübeck gefahren seien, um ein Auto oder Autoteile zu stehlen. Der Diebstahl eines VW Golfs GTI fand gegen 2 Uhr in der Lübecker Karavellenstraße statt, der Wagen wurde am nächsten Tag in einem Waldstück in der Nähe von Grevesmühlen sichergestellt. Die Angaben zum Verlauf sowie den Zeiten der Ereignisse in der Nacht durch die Beschuldigten waren widersprüchlich und standen zum Teil im Gegensatz zu denen von Zeugen, die die Jugendlichen in der Nacht in Lübeck bemerkt hatten. Insbesondere waren im Zusammenhang mit dem Autodiebstahl sechs Jugendliche in den beiden Fahrzeugen gesehen worden. Den Behörden wurde vorgeworfen, auch in diese Richtung keine weiteren Ermittlungen angestellt und Gegenüberstellungen mit Zeugen veranlasst zu haben.
Aufgefallen ist zudem ein besonderes Verhältnis, das ermittelnde Polizeibeamte zu dem am 18. Januar 1996 abends festgenommenen vierten Verdächtigen hatten und das die Medien als den üblichen Umgang mit V-Leuten beschrieben. Obwohl als Mittäter des Autodiebstahls genannt, wurden weder seine Personalien in den Akten notiert, diese gab man mit „bekannt“ an, noch wurde eine erkennungsdienstliche Behandlung durchgeführt. Bezogen auf diesen Beschuldigten war ausgesagt worden, dass er mit dem gestohlenen Golf gefahren sei, darum konnte das Alibi an der Tankstelle, das drei Männer mit einem Wartburg betraf, für ihn nicht gelten. Dennoch wurde ihm dieses mit „unangemessener Großzügigkeit“ – auch an ihm waren Sengspuren festgestellt worden – zugerechnet.

### Umgang mit dem Verdacht gegen den Hausbewohner
Der Verdacht, die weiteren Ermittlungen sowie die Eröffnung des Prozesses gegen den libanesischen Hausbewohner gründete in der Hauptsache auf der Aussage eines Rettungssanitäters. Diesem gegenüber soll der Beschuldigte auf der Fahrt zum Krankenhaus den Satz „Wir waren es“ geäußert und ein Geständnis abgelegt haben. Demnach habe er aufgrund eines Streits mit einem im ersten Stock des Hauses lebenden Familienvater diesem Benzin vor die Tür gekippt und angezündet. Da ein erstes Brandgutachten den Ausbruch des Feuers im ersten Stock verortete, wurde die Aussage als Täterwissen gewertet und es kam zur Verhaftung des Angeschuldigten. Doch nach keinem der sich teilweise widersprechenden Brandgutachten ist der Brand an einer Tür ausgebrochen, auch wurden im ersten Stock des Hauses keine Brandbeschleuniger- oder Benzinspuren festgestellt. Zudem wurde bald deutlich, dass im ersten Stock kein Familienvater gewohnt hatte. Die überlebenden Bewohner des Hauses sagten aus, dass es in der Gemeinschaft keinen über das Übliche hinausgehenden Streit gegeben habe. Erklärt werden konnte ebenfalls nicht, warum der Libanese nach Legung des Brandes in das Mansardenzimmer gegangen sein soll, das er sich mit zwei Brüdern teilte. Wie die anderen musste er sich auf das Dach retten und er war der Letzte, der die Feuerwehrleiter herunterkam.
Der Verdächtigte leugnete, ein Geständnis oder „wir waren es“ geäußert zu haben. Vielmehr sei er, wie andere Betroffene auch, davon ausgegangen, dass das Haus von Neonazis angezündet worden sei. Allenfalls könne er gesagt haben „die waren es“. Im Laufe des Verfahrens wurden mehrere Sprachgutachter gehört, der Sanitäter wurde in teils vierstündigen Zeugenbefragungen mehrfach vernommen und konnte sich letztlich nicht mehr an den Wortlaut des angeblichen Geständnisses des nunmehr Verdächtigen in der Brandnacht erinnern, so dass das Gericht feststellte, im Vergleich der Aussagen seien Differenzen und Lücken zu bemerken, das angebliche Geständnis sei „nicht hinreichend sicher belegt“.

### Versäumnisse in den Ermittlungen zum Tod von Sylvio Amoussou
Ein weiteres schwerwiegendes Versäumnis der Ermittlungen wird in der Nichtbeachtung der Umstände des Todes von Sylvio Amoussou gesehen, dessen drahtumwickelte Leiche im Vorbau des Hauses Hafenstraße gefunden wurde. Die Obduktion hatte ergeben, dass er nicht durch eine Rauchgasvergiftung gestorben war, eine eindeutige Todesursache konnte nicht festgestellt werden. Erklärungen sah der obduzierende Arzt Manfred Oehmichen in einem akuten Verbrennungstod durch plötzlichen Herzstillstand oder einem Krampf im Kehlkopf. Ein ebenfalls festgestellter Schädelbruch sowie Absplitterungen an der Wirbelsäule waren durch postmortale Feuereinwirkung erklärbar, äußere Gewalteinwirkungen jedoch nicht auszuschließen. Der Gutachter empfahl, einen weiteren Spezialisten heranzuziehen. Diesem kam die Staatsanwaltschaft nicht nach, vielmehr wurde die Leiche Amoussous am 29. Januar 1996 zur Feuerbestattung freigegeben.
Die Ungereimtheiten wurden dadurch verstärkt, dass Sylvio Amoussou ein Verhältnis mit einer 29-jährigen Lübeckerin hatte, die 1994 als V-Frau der Lübecker Polizei im Rotlichtmilieu eingesetzt und enttarnt worden war. Sie war seitdem massiven Bedrohungen ausgesetzt, im Dezember 1995 warfen Unbekannte einen Brandsatz in ihre Wohnung, wenige Tage vor dem Anschlag auf das Asylbewerberheim bedrohte man sie und den zufällig anwesenden Amoussou wiederholt mit dem Tod.

### Verdacht der Verstrickung einer Verbindungsperson
Die Vermutung, dass ein V-Mann des Landeskriminalamts in den Fall verstrickt war und die Ermittlungen deshalb ergebnislos blieben, griff man mehrfach auf. Nachdem 1999 der der rechtsextremistischen Szene in Grevesmühlen angehörige V-Mann Michael Grube enttarnt und wegen eines Brandanschlags auf eine Pizzeria verurteilt worden war, stellte die PDS-Fraktion eine Anfrage an den Schweriner Landtag, ob Zusammenhänge mit dem Brandanschlag in Lübeck bestünden und ob der Verfassungsschutz oder ein anderer Bereich des Innenministeriums davon Kenntnis hatten.
Nach Bekanntwerden der Verbindungen staatlicher Behörden mit der rechtsterroristischen Vereinigung Nationalsozialistischer Untergrund kam es 2012 zu der Forderung einer erneuten Untersuchung des Falls sowie zu dem Vorwurf, dass durch derart schlampige Ermittlungen rechtsextreme Straftäter ermutigt würden.

## Zusammenhänge und Folgen
Der Lübecker Bürgermeister Michael Bouteiller ließ den überlebenden Bewohnern des Hauses nach dem Brand Personaldokumente ausstellen. Damit konnten sie ihre umgekommenen Angehörigen zur Beisetzung in die Heimatländer begleiten und anschließend nach Deutschland zurückkehren. Ekkehard Wienholtz, der damalige Innenminister Schleswig-Holsteins, forderte Bouteiller daraufhin zum Rücktritt als Bürgermeister auf, weil dieser damit seine Befugnisse überschritten habe. Bouteiller sollte eine Disziplinarstrafe zahlen, wogegen er sich wehrte. Für seine Tat wurde Bouteiller von der IPPNW ausgezeichnet.
Der durch den Brandanschlag schwer verletzte und traumatisierte Nigerianer Victor Atoe wurde bereits im Mai 1996 abgeschoben. 1999 kehrte er nach Deutschland zurück, nachdem Bundesregierung und schleswig-holsteinisches Innenministerium den Opfern des Brandanschlags von Lübeck eine unbefristete Aufenthaltserlaubnis zugesprochen hatten. 2007 wurde er bei einem Abschiebeversuch erneut verletzt. 2011 wurde er wieder in Abschiebehaft genommen und nach einem Hungerstreik wieder freigelassen. Er kämpft weiterhin für sein Bleiberecht. 2016 wurde er erneut in Abschiebehaft genommen.
Der Brand im Asylbewerberheim in der Hafenstraße steht in einer ganzen Reihe von aufgeklärten und unaufgeklärten Anschlägen und Verbrechen, die Mitte der 1990er Jahre in Lübeck stattfanden und einen rechtsextremen Hintergrund hatten bzw. vermuten lassen. So wurde am 25. März 1994 ein Brandanschlag auf die Synagoge verübt. Die vier Täter konnten gefasst werden, sie galten als Mitläufer der rechten Szene. Am 7. Mai 1995 fand ein zweiter Brandanschlag auf die Synagoge statt. Am 13. Juni 1995 wurde eine Briefbombe an den stellvertretenden Bürgermeister Dietrich Szameit geschickt, ein Mitarbeiter seines Büros verletzte sich beim Öffnen schwer. Szameit hatte das Urteil gegen die Brandstifter von 1994 als zu milde bezeichnet. Ungeklärt blieben auch die Hintergründe von Brandanschlägen auf ein Studentenwohnheim am 24. Juli 1996, bei dem ein Mann ums Leben kam, sowie auf mehrere kirchliche Gebäude. In diesen Jahren kam es zudem gehäuft zu Hakenkreuzschmierereien auf dem Jüdischen Friedhof, an Kirchen und Wohnhäusern von Geistlichen, die gegen Rechtsextremismus eintraten, und an der Brandruine der Hafenstraße selbst.
Das Gebäude wurde im Dezember 1997 abgerissen. An seiner Stelle befand sich zunächst ein Parkplatz, an dessen Rand im Jahr 2000 ein Gedenkstein zur Erinnerung an die Opfer des Brandanschlags aufgestellt wurde. 2014 wurde der Gedenkstein auf die gegenüberliegende Seite der Konstinstraße verlegt und 2015 mit einer Bronzetafel ergänzt. Seit 2020 befindet sich auf dem Grundstück ein Fabrikgebäude.
Ein eingesetzter Feuerwehrbeamter, der sich auf der umgekippten Drehleiter befunden hatte und später schwere psychische Schäden als Spätfolgen von seinem Unfall davontrug, klagte vergeblich auf Anerkennung eines Dienstunfalls nach 17 Jahren und die damit verbundenen Entschädigungen.

## Rezeption

### Dokumentarfilm
Im Jahr 2003 stellten die von der Unrichtigkeit der offiziellen Version überzeugten Filmemacherinnen Katharina Geinitz und Lottie Marsau ihren Dokumentarfilm Tot in Lübeck vor, in dem der Generalstaatsanwalt von Schleswig-Holstein, Erhard Rex, und die Anwältin Gabriele Heinecke befragt werden. Die Aussage des Generalstaatsanwalts, die Wahrheit wisse „nur Gott allein, wir nicht“, steht als Leitsatz am Anfang des Films. Kommentiert werden die Dokumentarteile durch den Kabarettisten Dietrich Kittner, der in dem Film als Moritatensänger auftritt.

### Fiktionales Drehbuch
Die Schriftsteller Feridun Zaimoglu und Günter Senkel hatten die Ereignisse schon Jahre vor dem ersten abendfüllenden Dokumentarfilm zu einem fiktionalen Drehbuch mit dem Titel Brandmal (1998) inspiriert. Dieses wurde nicht verfilmt, gehört aber zu den drei Arbeiten, die 1998 mit dem Drehbuchpreis der Medienstiftung Schleswig-Holstein ausgezeichnet wurden, einem Vorläufer des Schleswig-Holstein Filmpreises und des Norddeutschen Filmpreises.

### Schauspiel
Das Geschehen von 1996 brachte der Regisseur Helge Schmidt mit der Schauspielproduktion Hafenstraße auf die Bühne des Lübecker Theaters. Die Premiere fand am 5. April 2024 statt.

### Hörfunk
- Rainer Link: Zehn tote Asylbewerber, keine Spur von den Tätern. Rekonstruktion einer Fahndung, Deutschlandfunk Dossier, 6. Februar 2015[39][40]